# No Place to Run
No Place to Run — восьмой студийный альбом британской рок-группы UFO, выпущенный в 1980 году.

## Об альбоме
Покинувшего группу Михаэля Шенкера заменил Пол Чэпмен, игравший до этого в группе Lone Star.
Продюсером альбома стал Джордж Мартин. Дизайн обложки выполнен студией Hipgnosis.
Ремастированная версия альбома была выпущена в 2009 году.

## Список композиций
| №                   | Название                  | Автор(ы)                    | Длительность |
| ------------------- | ------------------------- | --------------------------- | ------------ |
| 1.                  | «Alpha Centauri»          | Пол Чэпмен                  | 2:06         |
| 2.                  | «Lettin’ Go»              | Фил Могг, Пит Уэй           | 3:51         |
| 3.                  | «Mystery Train»           | Джуниор Паркер, Сэм Филлипс | 3:55         |
| 4.                  | «This Fire Burns Tonight» | Пол Чэпмен, Фил Могг        | 4:13         |
| 5.                  | «Gone in the Night»       | Фил Могг, Пит Уэй           | 3:47         |
| 6.                  | «Young Blood»             | Фил Могг, Пит Уэй           | 3:59         |
| 7.                  | «No Place to Run»         | Фил Могг, Пит Уэй           | 3:58         |
| 8.                  | «Take It or Leave It»     | Пол Рэймонд                 | 3:01         |
| 9.                  | «Money, Money»            | Фил Могг, Пит Уэй           | 3:29         |
| 10.                 | «Anyday»                  | Фил Могг, Пит Уэй           | 3:48         |
| Общая длительность: | Общая длительность:       | Общая длительность:         | 36:07        |

| №                   | Название                                    | Длительность |
| ------------------- | ------------------------------------------- | ------------ |
| 11.                 | «Gone in the Night» (альтернативная версия) | 4:05         |
| 12.                 | «Lettin’ Go» (концертная версия)            | 3:47         |
| 13.                 | «Mystery Train» (концертная версия)         | 6:08         |
| 14.                 | «No Place to Run» (концертная версия)       | 4:36         |
| Общая длительность: | Общая длительность:                         | 54:43        |

## Участники записи
- Фил Могг — вокал
- Пол Чэпмен — гитара
- Пол Рэймонд — гитара, клавишные
- Пит Уэй — бас-гитара
- Энди Паркер — ударные
- Джордж Мартин — продюсер

## Позиция в чартах
| Год  | Страна         | Чарт              | Позиция |
| ---- | -------------- | ----------------- | ------- |
| 1980 | Великобритания | UK Albums Chart   | 11      |
| 1980 | Норвегия       | VG-lista          | 33      |
| 1980 | США            | The Billboard 200 | 51      |
| 1980 | Швеция         | Sverigetopplistan | 44      |

Сингл
| Год  | Страна         | Название      | Чарт             | Позиция |
| ---- | -------------- | ------------- | ---------------- | ------- |
| 1980 | Великобритания | «Young Blood» | UK Singles Chart | 36      |